# Bernard Flood Burke

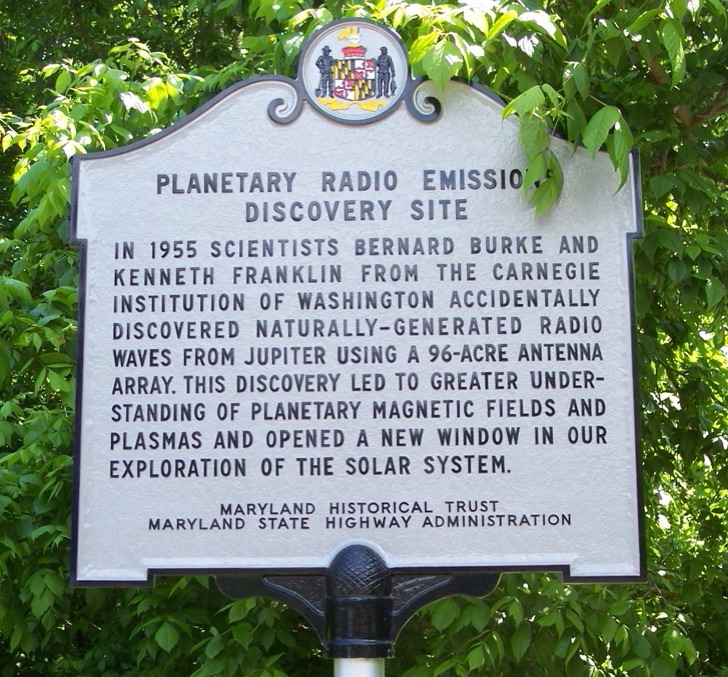
Gedenktafel am Ort der Entdeckung der Jupiter-Radiowellen

Bernard Flood Burke (* 7. Juni 1928 in Brighton, Massachusetts; † 5. August 2018) war ein US-amerikanischer Astronom. Er wurde durch die Entdeckung von Radiostrahlung des Planeten Jupiter (Jupiter-Bursts) bekannt.
Burke suchte im Jahr 1955 zusammen mit Kenneth Franklin, beide Astronomen der Carnegie Institution of Washington, nach Radiowellen von Galaxien. Zufällig fanden sie ein Radiosignal, das dem von kurzen statischen Ausbrüchen glich, ähnlich der Interferenz durch Blitze am heimischen Radio. Nach wochenlanger Studie fanden sie heraus, dass die Signale periodisch waren und jeden Tag vier Minuten früher erschienen. Sie kamen auf den Planeten Jupiter als Quelle. Nie zuvor waren Radiosignale von einem Planeten in unserem Sonnensystem entdeckt worden. Später wurde noch entdeckt, dass die Radiowellen zirkular polarisiert waren, so dass man darauf schließen konnte, dass ein Magnetfeld daran beteiligt sein müsse.
Der Asteroid (18236) Bernardburke ist nach ihm benannt.

## Auszeichnungen
- 1963 Helen-B.-Warner-Preis
- 1970 Mitglied der American Academy of Arts and Sciences
- 1970 Mitglied der National Academy of Sciences